# West End Cottage
Das West End Cottage ist ein Wohngebäude in der schottischen Stadt Port Charlotte auf der Hebrideninsel Islay. Das Gebäude steht auf der Westseite der Main Street am Südende der Stadt. 1980 wurde West Side Cottage in die schottischen Denkmallisten in der Kategorie C aufgenommen.

## Beschreibung
Der exakte Bauzeitpunkt des Gebäudes ist nicht überliefert, sodass nur das frühe 19. Jahrhundert als Bauzeitraum angegeben werden kann. West End Cottage befindet sich direkt an der Straße und weist, da die gegenüberliegende Straßenseite unbebaut ist, direkt auf die weniger als 100 m entfernte Küste der Bucht Loch Indaal, an der Port Charlotte gelegen ist. West End House ist in traditioneller Bauweise auf einer länglichen Grundfläche gebaut. Auf das Erdgeschoss setzt sich ein weiteres Stockwerk auf, welches dann mit einem Satteldach abschließt. Das Dach ist mit Schieferschindeln gedeckt. Die Fassaden sind in der traditionellen Harling-Technik verputzt.